# Kisfarkasd
Kisfarkasd (szlovákul: Vrtižer) Vágbeszterce városrésze Szlovákiában, a Zsolnai kerület Vágbesztercei járásában.

## Fekvése
Vágbeszterce központjától 6 km-re északkeletre, a Vág bal partján fekszik.

## Története
A 18. század végén Vályi András így ír róla: „VRTIZÉR. Tót falu Trentsén Várm. földes Urai több Urak, lakosai katolikusok, fekszik Vág-Beszterczének szomszédságában, mellynek filiája; határja középszerű.”
Fényes Elek 1851-ben kiadott geográfiai szótárában így ír a faluról: „Vrtizser, Trencsén vm. tót falu a Vágh bal partján, 127 kathol. lak. termékeny kis határral. F. u. b. Balassa, gr. Szapáry. Ut. p. Zsolna.”
1910-ben 101, túlnyomórészt szlovák lakosa volt. 1920-ig Trencsén vármegye Vágbesztercei járásához tartozott.

## Külső hivatkozás
- Kisfarkasd Szlovákia térképén

## Lásd még
- Vágbeszterce
- Alsóhidas
- Felsőhidas
- Milohó
- Nemeskvassó
- Paraznó
- Podmanin
- Sebestyénfalva
- Vágalja
- Vághéve
- Vágváralja
- Vágzsigmondháza